# Список национальных девизов
В этой статье приведён список государственных и национальных девизов независимых государств мира. Приводятся также девизы исчезнувших государств и государств, не признанных мировым сообществом, при этом их названия (или флаги) не выделены полужирным шрифтом. Не приводятся прозвища стран.
Национальный девиз используется для описания намерений или мотивов государства одной короткой фразой. Он может быть включен в герб страны, печататься на монетах и банкнотах. Некоторые страны не имеют национального девиза.
| Содержание: Начало — 0–9 А Б В Г Д Е Ё Ж З И К Л М Н О П Р С Т У Ф Х Ц Ч Ш Щ Э Ю Я |

## А
- Абхазия — на государственном уровне нет.
- Австралия — сейчас нет, раньше: Advance Australia (англ. «Вперёд, Австралия»)[1]
- Австрия — сейчас нет. Прежде одно из возможных значений было: Austriae est imperare orbi universo (лат. «Судьба Австрии — править миром»)
  -  Австро-Венгрия — Indivisibiliter ac Inseparabiliter (лат. «Неразделимо и неразрывно»)[2]
- Азербайджан — на государственном уровне нет.
- Албания — Feja e Shqiptarit është Shqiptaria (алб. «Вера албанцев — албанизм»); Ti, Shqipëri, më jep nder, më jep emrin Shqiptar («Ты, Албания, дала мне честь, ты дала мне имя албанец»)
- Алжир — بالشعب و للشعب Bil-shaʿb wa lil-shaʿb‎ (араб. «Руками народа, для народа»)[3]
- Ангилья — нет.
- Ангола — Virtus Unita Fortior (лат. «Единство обеспечивает силу»)
- Андорра — Virtus, Unita, Fortior (лат. «Добродетель, Единство, Сила»)[4]
- Антигуа и Барбуда — Each endeavouring, all achieving (англ. «Каждый стремится, все вместе достигают»)[5]
- Аргентина — En Unión y Libertad (исп. «В союзе и свободе»)
- Армения — Մեկ ազգ, մեկ մշակույթ (арм. «Одна нация — одна культура»)
- Афганистан — خدا بزرگ است! (персидский) | الله عظيم! (арабский) — «Бог Велик!»

## Б
- Багамские острова — Forward, Upward, Onward Together (англ. «Вперёд, вверх, далее вместе»)[6]
- Бангладеш — нет
- Барбадос — Pride and Industry (англ. «Гордость и Индустрия»)[7]
- Бахрейн — нет
- Беларусь — на государственном уровне нет.
  -  Белорусская Народная Республика — Няхай жыве вольная Беларусь! (бел. «Да здравствует свободная Беларусь!») 
  -  Белорусская Советская Социалистическая Республика — Няхай жыве Савецкая Беларусь! (с бел. — «Да здравствует Советская Белоруссия!»)
- Белиз — Sub umbra floreo (лат. «Под тенью процветаю»)[8]
- Бельгия — Eendracht maakt macht, L’union fait la force и Einigkeit gibt Stärke (голл., фр. и нем. «Единство даёт силу»)[9]
- Бенин — Fraternité, Justice, Travail (фр. «Братство, Справедливость, Труд»)[10]
- Бермуды — Quo fata ferunt (лат. «Куда судьба занесет»)
- Болгария — Съединението прави силата (болг. «Единение созидает силу»)[11]
- Боливия — La Unión es la Fuerza (исп. «Единение — сила»)
- Босния и Герцеговина — нет
- Ботсвана — Pula (тсвана «Дождь»)[12]

Национальный девиз Бразилии, Ordem e progresso («Порядок и прогресс»), присутствует на флаге.

- Бразилия — Ordem e progresso (порт., «Порядок и прогресс»)
- Бруней —Brunei Darussalam (малайск., Бруней — обитель мира); الدائمون المحسنون بالهدى (араб. «Всегда служить под водительством Бога»)[13]
- Буркина-Фасо — Unité, Progrès, Justice (фр. «Единство, Прогресс, Справедливость»)[14]
- Бурунди — Ubumwe, Ibikorwa, Iterambere и Unité, Travail, Progrès (рунди и фр. «Единство, труд, прогресс»)

## В
- Вануату — Long God yumi stanap (Бислама «Твёрдо стоим за Бога!»)
- Ватикан — нет
- Великобритания — Dieu et mon droit (фр. «Бог и моё право») — девиз британской монархии[15]
  -  Англия — Dieu et mon droit (фр. «Бог и моё право»)
  -  Уэльс — Cymru am byth (валл. «Уэльс навсегда»)
  -  Шотландия — Nemo me impune lacessit (лат. «Никто не тронет меня безнаказанным»); также In My Defence God Me Defend (англ. «В моей защите Бог меня защищает»)
- Венгрия — сейчас нет, раньше был: Regnum Mariae Patrona Hungariae (лат. «Королевство Марии, покровительницы Венгрии»)
  -  Австро-Венгрия — Indivisibiliter ac Inseparabiliter (лат. «Неразделимо и неразрывно»)[2]
- Венесуэла — Dios y Federación (рус. «Бог и Федерация»)
- Восточный Тимор — Honra, pátria e povo (порт. «Честь, родина и народ»)[16]
- Вьетнам — Ðộc lập, Tự do, Hạnh phúc (вьетн. «Независимость, свобода, счастье»)

## Г
- Габон — Union, Travail, Justice (фр. «Единство, труд, справедливость»)[17]
- Гаити — L’union fait la force (фр. «Сила в единстве»)[18]
- Гайана — One people, one nation, one destiny (англ. «Один народ, одна нация, одна судьба»)[19]
- Гамбия — Progress, Peace, Prosperity (англ. «Прогресс, мир, процветание»)
- Гана — Freedom and Justice (англ. «Свобода и справедливость»)[20]
- Гватемала — Libre Crezca Fecundo (с исп. — «Расти свободно и богато»)[21]
- Гвиана —
- Гвинея — Travail, Justice, Solidarité (фр. «Труд, справедливость, солидарность»)
- Гвинея-Бисау — Unidade, Luta, Progresso (порт. «Единство, борьба, прогресс»)[22]
- Германия — Einigkeit und Recht und Freiheit (нем. «Единство и Право и Свобода»)
  -  Германская Демократическая Республика — Proletarier aller Länder, vereinigt Euch! (нем., «Пролетарии всех стран, соединяйтесь!»)
  -  Третий Рейх — Ein Volk, ein Reich, ein Führer (нем. «Один народ, один рейх, один фюрер») и Deutschland Uber Alles (нем. «Германия превыше всего»)
  -  Германская империя — Gott mit uns (нем. «Бог с нами»)
- Гибралтар (Великобритания) — Nulli Expugnabilis Hosti (лат. «Враг не изгонит нас»)
- Гондурас — Libre, Soberana E Independiente(исп. «Свободный, суверенный и независимый»)[23]
- Гренада — Ever Conscious of God We Aspire, and Advance as One People (англ. «Осознавая Бога, мы стремимся вперёд как единый народ»)[24]
- Греция —
  - Ελευθερία ή θάνατος (Eleutheria i thanatos) (с греч. — «Свобода или смерть»)
  - Ισχύς Μου Η Αγάπη Του Λαού (Iskhis Mu I Agapi Tu Loi) (с греч. — «Моя сила — любовь народа») — королевский девиз во времена Королевства Греция под управлением династии Глюксбургов
- Грузия — ძალა ერთობაშია! (Dzala ertobashia) (груз. «Сила в единстве»). Неофициальный девиз: მამული, ენა, სარწმუნოება! («Отечество, Язык, Вера!»)
- Гуам (США) — Where America’s day begins (англ. «Где начинается день Америки»)

## Д
- Дания — нет. Девиз короля Фредерика Х: Forbundne, forpligtet, for Kongeriget Danmark (дат. «Едины и преданы делу Королевства Дания»)
- Джибути — Itixaad, Gudboonaan, Ammaan and Unité, Égalité, Paix (сомал. и фр. «Единство, Равенство, Мир»)[25]
- Доминика — Après Bondie, C’est la Ter (патуа «После Бога мы любим землю»)[26]
- Доминиканская Республика — Dios, Patria, Libertad (исп. «Бог, Страна, Свобода»)[27]

## Е
- Европейский союз — In varietate concordia (лат. «Согласие в многообразии» — переведено на все языки членов ЕС)[28]
- Египет — нет

## З
- Замбия — One Zambia, One Nation (англ. «Одна Замбия — одна нация»)[29]
- Зимбабве — Unity, Freedom, Work (англ. «Единство, свобода, труд»)

## И
- Израиль 

На флаге Ирака присутствует национальный девиз Allahu Akbar («Бог велик»).

Девиз Plus Ultra на гербе Испании.

  - Эрэц Циён в-Йирушалаим — ивр. אֶרֶץ צִיּוֹן וִירוּשָׁלַיִם‎ («Земля Сиона и Иерусалима») слова из гимна Израиля.
  - Ам Исраэль хай — ивр. עם ישראל חי‎ («Народ Израиля жив!») — неофициальный гимн еврейского народа.

- Индия — सत्यमेव जयते (Satyameva Jayate) (санскрит «Правда восторжествует»)[30], или «Лишь истина побеждает»[31]
- Индонезия — Bhinneka Tunggal Ika (старо-яванск. «Единство в многообразии»)
- Иордания — الله الوطن المليك (Allah, Al-wattan, Al-maleek) Бог, Страна, Независимость
- Ирак — الله أكبر (Allahu Akbar) (араб. «Бог велик»)[32]
- Иран —
  - de facto: اﺳﺘﻘﻼﻝ، ﺁﺯﺍﺩﻯ، جمهوری اسلامی (Esteqlāl, āzādī, jomhūrī-ye eslāmī[33]) (перс. «Независимость, Свобода, Исламская Республика»)
  - de jure:الله أكبر (Allaho Akbar) (араб. «Бог велик»)[34]
  - Имперский девиз до Исламской Революции был: Marā dād farmūd-o khod dāvar ast (перс. «Он дал мне справедливость, и Он будет судить меня»).[35]
- Ирландия — Официального нет. Неофициальный девиз — Erin Go Bragh (Braugh) (от ирл. Éirinn go Brách «Ирландия навеки»).
- Исландия — нет
- Испания — Plus Ultra (лат. «Дальше предела»)[36]
  - Прежде, во время диктатуры Франко был: Una, grande y libre (исп. «Одна, великая и свободная»)[36]
- Италия — Forza Italia (итал. «Вперёд, Италия»)
  -  Королевство Италия (1861—1946): «Мы связаны конституцией и религией»

## Й
- Йемен — нет

## К

Девиз Кирибати, Te mauri, te raoi ao te tabomoa («Здоровье, мир и процветание») виден на гербе.

- Кабо-Верде — Unidade, Trabalho, Progresso (порт. «Единство, Труд, Прогресс»)
- Казахстан — Алға Қазақстан! (Alğa Qazaqstan!) (каз. «Вперёд Казахстан!»)
- Каймановы острова — He has founded it upon the seas (англ. «Бог основал её на морях»)
- Камбоджа — Nation, Religion, King (англ. «Нация, Религия, Король»)[37]
- Камерун — Paix — Travail — Patrie (фр. «Мир, Труд, Отечество»)[38]
- Канада — A mari usque ad mare (лат. «От моря до моря»)[39]
  -  Альберта — Fortis et liber («Сильная и свободная»)
  -  Квебек — Je me souviens (фр. «Я помню»)
  -  Онтарио — Ut incepit fidelis sic permanet (лат. «Верная с самого основания, такой и останется»)
- Катар — нет
- Кения — Harambee (суахили «Давайте работать вместе»)
- Кипр — нет.
- Кыргызстан — Алга, Кыргызстан! (кирг. «Вперёд, Кыргызстан!»)
- Кирибати — Te mauri, te raoi ao te tabomoa (кирибати «Здоровье, мир и процветание»)[40]
- Китай — нет; неофициально используется лозунг «Служим народу» (кит. трад. 爲人民服務, упр. 为人民服务, пиньинь wèi rénmín fúwù), а также — 全世界无产者,联合起来! (трансл. Quánshìjiè wúchǎnzhě, liánhé qǐlai!) (кит. «Пролетарии всех стран, соединяйтесь!»)
- Косово — нет; неофициально используется лозунг «Косово, Честь, Долг, Родина» (алб. «Kosova, Honour, Duty, Homeland»)
- Колумбия — Libertad y orden (исп. «Свобода и порядок»)
- Коморы — Unité, Justice, Progrès (фр. «Единство, Справедливость, Прогресс»)
- Демократическая Республика Конго — Justice — Paix — Travail (фр. «Справедливость, Мир, Труд»)[41]
- Республика Конго — Unité, Travail, Progrès (фр. «Единство, Мир, Прогресс»)
- КНДР — 강성대국 (корейск. «Могучая и процветающая держава»)
- Республика Корея — 널리 인간 세계를 이롭게 하라 (корейск. «Приносить пользу человечеству»)
- Коста-Рика — Vivan siempre el trabajo y la paz (исп. «Да здравствует труд и мир»)
- Кот-д’Ивуар — Union, Discipline, Travail (фр. «Единство, Дисциплина, Труд»)[42]
- Куба — Patria o muerte (исп. «Родина или смерть»)[43]
- Кувейт — нет

## Л
- Лаос — Peace, independence, democracy, unity and prosperity (англ. «Мир, независимость, демократия, единство и процветание»)[44]
- Латвия — Tēvzemei un Brīvībai (латыш. «Отечеству и свободе»)
- Лесото — Khotso, Pula, Nala (сесото «Мир, Дождь, Процветание»)[45]
- Либерия — The love of liberty brought us here (англ. «Любовь к свободе привела нас сюда»)
- Ливан — нет
- Ливийская Арабская Джамахирия — «Свобода, социализм, единство» (араб.)
- Литва — Tautos jėga vienybėje (литов. «Сила нации заключается в единстве»)
- Лихтенштейн — Für Gott, Fürst und Vaterland (нем. «За Бога, государя и отечество»)
- Люксембург — Mir wëlle bleiwe wat mir sinn (люксем. «Мы хотели бы остаться теми, кто мы есть»)[46]

## М
- Маврикий — Stella Clavisque Maris Indici (лат. «Звезда и ключ Индийского океана»)[47]
- Мавритания — شرف إخاء ع or Honneur, Fraternité, Justice (араб. и фр. «Честь, Братство, Справедливость»)
- Мадагаскар — Tanindrazana, Fahafahana, Fandrosoana (малагас. «Отечество, Свобода, Прогресс»)
- Малави — Unity and Freedom (англ. «Единство и свобода»)
- Малайзия — Bersekutu Bertambah Mutu (малайс. «Единство — сила»)[48]
- Мали — Un peuple, un but, une foi (фр. «Один народ, одна цель, одна вера»)[49]
- Мальдивы — нет
- Мальта — Virtūte et constantia («Доблестью и постоянством»)
- Марокко — الله، الوطن، الملك (араб. «Бог, Страна, Король»)[50]
- Маршалловы Острова — нет
- Мексика — Viva Mexico! — («Да здравствует Мексика!»)
- Микронезия — Peace, Unity, Liberty (англ. «Мир, единство, свобода»)
- Мозамбик — нет
- Молдова — нет
- Монако — Deo juvante (лат. «С Божьей помощью»)[51]
- Монголия — нет.
- Мьянма — Счастье находится в гармоничной и дисциплинированной жизни[источник не указан 2567 дней]

## Н
- Намибия — Unity, liberty, justice (англ. «Единство, Свобода, Справедливость»)
- Науру — God’s will first (англ. «Божья воля — прежде всего»)[52]
- Непал — जननी जन्मभूमिष्च स्वर्गादपि गरियसि (санскрит «Мать и Родина дороже небесного царства»)
- Нигер — Fraternité, Travail, Progrès (фр. «Братство, Работа, Прогресс»)[53]
- Нигерия — Unity and Faith, Peace and Progress (англ. «Единство и Вера, Мир и Прогресс»)[54]
- Нидерланды — Je maintiendrai (фр. «Я сохраню»)[55]
- Никарагуа — En Dios Confiamos (исп. «На бога уповаем»)[56]
- Ниуэ —
- Новая Зеландия — нет[57]
- Норвегия — нет. Королевский девиз норвежской монархии: Alt for Norge (норв. «Всё для Норвегии»)

## О
- Объединённые Арабские Эмираты (араб. «Бог, Нация, Президент»)
- Острова Кука —
- Остров Мэн (Великобритания) —
- Оман — нет

## П

На гербе Пакистана воспроизведён национальный девиз: Iman, Ittihad, Tanzeem. (урду «Единство, Вера, Дисциплина»)

- Пакистан — Ittihad, Yaqeen-mukkam, Nizam (урду «Единство, Вера, Дисциплина»)[58]
- Палау —
- Государство Палестина — нет[59]
- Панама — Pro mundi beneficio (лат. «На благо мира»)[60]
- Папуа — Новая Гвинея — Unity in Diversity (англ. «Единство в многообразии»)
- Парагвай — Paz y justicia (исп. «Мир и правосудие»)[61]
- Перу — Firme y feliz por la unión (исп. «Твёрдость и счастье в союзе»)
- Польша — неофициальный: Bóg, Honor, Ojczyzna (польск. «Бог, Честь, Отечество»)
  -  Речь Посполитая — Si Deus Nobiscum quis contra nos (лат. «Если с нами Бог, то кто против нас?»), в XVIII веке: Pro Fide, Lege et Rege (лат. «За веру, закон и короля»)
- Португалия — нет
- Приднестровье — «Вместе с Россией!»
- Пуэрто-Рико (США) — Juan es su nombre (исп. «Иоанн — имя его»)

## Р

На среднем гербе Российской империи под заглавной короной написан девиз «Съ нами Богъ»

- На среднем гербе Российской империи под заглавной короной написан девиз «Съ нами Богъ» Римская республика и Римская империя: Senatus Populusque Romanus (лат., Сенат и народ Рима). Часто используется аббревиатура: SPQR.
- Россия — на государственном уровне нет.
  -  Российская империя — «Съ нами Богъ!» (С нами Бог!) и «За Вѣру, Царя и Отечество» («За Веру, Царя и Отечество»), а также «Православiя. Самодѣржавiя. Народность.» (Православие. Самодержавие. Народность.)
  -  Российское государство — «Единая, Великая и Недѣлимая Россія!» (рус. дореф. «Единая, Великая и Неделимая Россия!») и «Симъ побѣдиши!» (рус. дореф. «Сим победиши!»)
  -  Советская Россия и  РСФСР — «Пролетарии всех стран, соединяйтесь!»
- Руанда — Ubumwe, Umurimo, Gukunda Igihugu (руанда «Единство, Труд, Патриотизм»)
- Румыния — нет. Прежде: Nihil Sine Deo (лат. «Ничего без Бога»), а ещё раньше: Toţi în unu (румын. «Все вместе»)."

## С

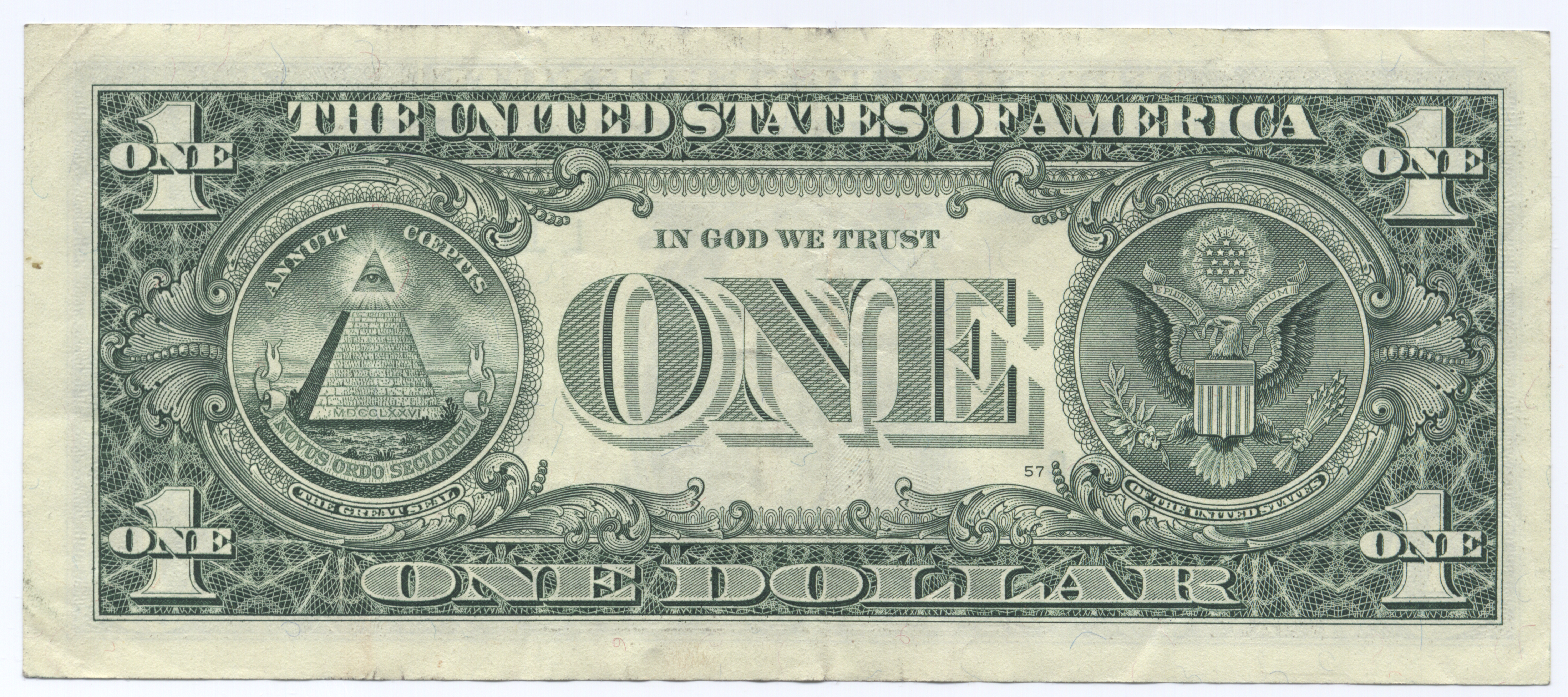
Национальный девиз США — На бога уповаем можно видеть на обратной стороне всех американских банкнот.

- Сальвадор — Dios, Unión, Libertad (исп. «Бог, Единство, Свобода»)[62]
- Самоа — Fa’avae i le Atua Samoa (самоан. «Бог создал Самоа»)[63]
- Сан-Марино — Libertas (лат. «Свобода»)[64]
- Сан-Томе и Принсипи —
- Саудовская Аравия — لا إله إلا الله محمد رسول الله (lā ilāhā illā-llāhu; muhammadu-r-rasūlu-llāhi) (араб., (из шахада): «Нет Бога, кроме Аллаха, и Мухаммед его пророк»)[65]
- Сахарская Арабская Демократическая Республика — حرية ديمقراطية وحدة (араб. «Свобода, Демократия, Единство»)
- Северная Македония — "Слобода или смрт за Македонија" (мак. «Свобода или смерть Македонии»)
- Северный Кипр — Ne mutlu Türküm diyene! (турец. «Какое счастье быть турком!»)
- Северные Марианские острова —
- Сейшельские острова — Finis coronat opus (лат. «Конец — делу венец»)[66]
- Сенегал — Un peuple, un but, une foi (фр. «Один народ, одна цель, одна вера»)[67]
- Сент-Винсент и Гренадины — Pax et justitia (лат. «Мир и справедливость»)[68]
- Сент-Китс и Невис — Country Above Self (англ. «Страна выше себя»)[69]
- Сент-Люсия — The land, the people, the light (англ. «Земля, люди, свет»)[70]
- Сербия — Само слога Србина спасава (серб. «Только единство спасёт сербов»)
  -  Югославия — Братство и јединство / Bratstvo i jedinstvo (сербо-хорв. «Братство и единство»)
  -  Королевство Югославия — Један народ, један краљ, једна држава / Jedan narod, jedan kralj, jedna država (сербо-хорв. «Один народ, один король, одна держава»)
  -  Королевство Сербия — С Вером у Бога, за Краља и Отаџбину (серб. «С верой в Бога, за Короля и Отечество»)
- Сингапур — Majulah Singapura (малайс. «Вперёд, Сингапур»)[71]
- Сирийская Арабская Республика — وحدة ، حرية ، اشتراكية (Wihdah, Hurriyyah, Ishtirākiyyah) (араб. «Единство, Мир, Социализм»), девиз партии Баас
- Словакия — нет
  -  Первая Словацкая республика — Verní sebe, svorne napred! (словацк. «Верны себе, вместе вперед!»)
- Словения — Stati inu obstati (старый словен. «Упорно добиваться»)[72]
- США — In God We Trust (англ. «На Бога уповаем») (официальный) и E pluribus unum (лат., современный перевод — «Единство из многих») (де-факто)
  -  Конфедеративные Штаты Америки: Deo Vindice (лат. «Под Богом, нашим защитником»)[73]
- СССР — «Пролетарии всех стран, соединяйтесь!» (переведено на языки всех союзных республик)
- Соломоновы Острова — To lead is to serve (англ. «Вести значит служить»)[74]
- Сомали — нет
- Судан — النصر لن (Эн-Наср лана: араб. «Победа наша»)[75]
- Суринам — Justitia, pietas, fides (лат. «Справедливость, благочестие, верность»)[76]
- Сьерра-Леоне — Unity, freedom, justice (англ. «Единство, Свобода, Справедливость»)

## Т
- Таджикистан — Тоҷикистон ба пеш (тадж. «Вперед Таджикистан»)
- Таиланд — неофициальный девиз: ชาติ ศาสนา พระมหากษัตริย์ (тайс. «Нация, Религия, Король»)
- Тайвань (Китайская республика) — нет
- Танзания — Uhuru na Umoja (суахили «Свобода и Единство»)[77]
- Того — Travail, Liberté, Patrie (фр. «Труд, свобода, отечество»)
- Тонга — Ko e Otua mo Tonga ko hoku tofia (тонган. «Бог и Тонга — моё наследие»)[78]
- Тринидад и Тобаго — Together we aspire, together we achieve (англ. «Вместе мы стремимся, вместе мы достигнем»)[79]
- Тувалу — Tuvalu mo te Atua, Tuvalu for the Almighty (тувалу, англ. «Тувалу для Всемогущего»)[80]
- Тунис — Order, Freedom, and Justice (англ. «Порядок, Мир и Справедливость»)[81]
- Туркменистан — Döwlet — adam üçindir! (туркм. «Государство — для человека!») и Garaşsyz, Bitarap, Türkmenistan (туркм. «Независимый, Нейтральный Туркменистан»)
- Турция — Egemenlik kayıtsız şartsız milletindir. (турец. «Суверенитет безоговорочно принадлежит народу»)[82]
; Yurtta barış — dünyada barış (турец. «Мир на родине — мир во всём мире»)[83];

## У
- Уганда — For God and My Country (англ. «Для Бога и моей страны»)[84]
- Узбекистан — Kuch adolatdadir! (узб. «Сила в справедливости!»)[источник не указан 3660 дней]
- Уругвай — Libertad o Muerte (исп. «Свобода или смерть»)[85]
- Украина — Слава Україні! Героям Слава! (укр. «Слава Украине! Героям Слава!»)[86]

## Ф
- Фиджи — Rerevaka na Kalou ka Doka na Tui (фидж. «Чти Бога и честь короля»)[87]
- Филиппины — Maka-Diyos, Maka-Tao, Makakalikasan at Makabansa (филипп. «За Бога, народ, природу и страну»)[88]
  - Прежде: Isang bansa, isang diwa (филипп. «Одна нация, один дух»)
- Финляндия — нет
- Франция — Liberté, égalité, fraternité (фр. «Свобода, равенство, братство»)
  -  Французское Государство — Travail, famille, patrie (фр. «Труд, семья, Отечество»)

## Х
- Хорватия — нет

## Ц
- Центральноафриканская Республика — Unité, Dignité, Travail (фр. «Единство, Достоинство, Труд»)

## Ч
- Чад — Unité, Travail, Progrès (фр. «Единство, Труд, Прогресс»)
- Черногория — Čojstvo i junaštvo / Чојство и јунаштво (черног. «Мужество и героизм»)
- Чехия — Pravda vítězí! (чеш. «Правда восторжествует!»)[89]
  -  Чехословакия — Pravda Vitezi! (чеш. «Правда восторжествует!»)
- Чили — Por la razón o la fuerza (исп. «Правом или силой»)[90]

## Ш
- Швеция — монархический девиз: För Sverige — i tiden (швед. «Для Швеции — всегда!»);
- Швейцария — Unus pro omnibus, omnes pro uno (лат. «Один за всех, все за одного» (традиционный, но неофициальный));
- Шри-Ланка — нет.

## Э
- Эквадор — Dios, patria y libertad (исп. «Бог, Родина и Свобода»)
- Экваториальная Гвинея — Unidad, Paz, Justicia (исп. «Единство, Мир, Справедливость»)
- Эритрея —
- Эсватини — Siyinqaba (свати «Мы — крепость»)[91]
- Эстония — Elagu Eesti! (эст. «Живи, Эстония!»)
- Эфиопия —

## Ю
- Южная Осетия — Ираеттæ размæ! (осет «Осетины вперёд!»)
- Южно-Африканская Республика — !ke e: /xarra //ke (цъхам «Разные люди объединяются»)[92], в 1910—2000 гг.: Ex Unitate Vires (лат. «В единстве — сила»)
- Южный Судан — Justice, Liberty, Prosperity (англ. «Справедливость, свобода, благосостояние»)

## Я
- Ямайка — Out of many, one people (англ. «Из многих (людей) — единый народ»)[93].
- Япония — нет.